# Red (пісня Тейлор Свіфт)
«Red» (укр. Червоне) — пісня американської кантрі-співачки Тейлор Свіфт з її однойменного четвертого студійного альбому. 2 жовтня 2012 року відбувся реліз композиції як промозапису у США. 21 червня 2013 року пісня випущена п'ятим комерційним синглом з альбому Red. Трек дебютував на вищій позиції чарту Hot Digital Songs, а в хіт-параді Billboard Hot 100 сингл розмістився на 6 сходинці.

## Інформація
Тейлор Свіфт анонсувала «Red» 1 жовтня 2012 року на телешоу Good Morning America каналу АВС. 7 жовтня 2012 року в прямому ефірі BBC Radio 1 на врученні «Teen Awards» співачка вперше виконала композицію. Як пояснила Свіфт, назва і зміст пісні відображає її емоційний стан, тим самим охоплюючи всю ліричну концепцію альбому Red.
|                     | Я написала цю пісню про речі, які просто неможливо забути, тому що емоції, пов'язані з ними надто інтенсивні для мене. |
| — заявила співачка. | |

В інтерв'ю журналу Billboard вона також уточнила, що під час запису альбому, «Red» стала «по-справжньому переломною» піснею.
«Red» являє собою кантрі-композицію з деякими музичними компонентами софт і попрок. Вона виконана в тональності мі мажор з темпом приблизно в 125 ударів у хвилину. Своєю чергою, вокал Свіфт в пісні знаходиться в діапазоні від F♯3 до C♯5.
6 листопада 2013 року Тейлор Свіфт виконала «Red» на церемонії вручення «Country Music Association Awards» спільно з Елісон Краусс, Едгаром Меєром, Еріком Даркеном, Семом Бушем і Вінсом Гіллом. На день пізніше ця версія пісні була доступна для цифрового завантаження.

## Музичне відео
Відеокліп для «Red» зняв Кенні Джексон. Відео вперше було представлено 3 липня 2013 року. Сам відеоряд змонтований з кадрів концертних виступів Тейлор Свіфт туру Red Tour. Відповідно до тексту пісні в кліпі переважає червоний колір. У 2014 році відеокліп був номінований на премію «CMT Music Awards» в категорії «Відео року», однак нагороду не отримав.
Станом на березень 2024 року музичне відео мало 240 мільйонів переглядів на відеохостингу YouTube.

## Реакція критиків
Композиція, в цілому, була схвально зустрінута музичними експертами та оглядачами. Один з найбільш похвальних відгуків залишив редактор Taste of Country Біллі Дюкс. Він оцінив «Red» в 4.5 зірки з можливих 5, назвавши трек кращою піснею альбому. Редакція Rolling Stone виділила звучання банджо і гітари, схарактеризувавши композицію, як «просту», але водночас «ефектну». В оглядах від E! Online та Music City Post в пісні були відзначені мелодійність і чуттєва лірика.
Неоднозначну думку висловив Марк Хоган з журналу Spin. Критик вважав, що Тейлор Свіфт взяла на себе невідповідну для неї роль «глянцевого софт-рокера». Схожу думку виклав і Грейді Сміт, редактор Entertainment Weekly. Сміт був переконаний, що пісні не вистачає пристрасті й сексуальності. Проте, підбиваючи підсумок рецензії журналіст написав: «Це не означає, що пісня погана, можливо вона просто не викликала у мене захоплення».

## Чарти
| Чарт (2013–2014)                          | Найвища позиція |
| ----------------------------------------- | --------------- |
| Австралія (ARIA)                          | 30              |
| Канада (Canadian Hot 100)                 | 5               |
| 17                                        |                 |
| Франція (SNEP)                            | 103             |
| Ірландія (IRMA)                           | 25              |
| Italy (FIMI)                              | 56              |
| Японія (Japan Hot 100)                    | 43              |
| Japan Adult Contemporary (Billboard)      | 80              |
| Нова Зеландія (RIANZ)                     | 14              |
| Іспанія (PROMUSICAE)                      | 46              |
| Велика Британія (Official Charts Company) | 26              |
| США (Billboard Hot 100)                   | 6               |
| США (Hot Country Songs) (Billboard)       | 2               |
| США (Country Airplay) (Billboard)         | 7               |

| Чарт (2013)                      | Позиція |
| -------------------------------- | ------- |
| US Hot Country Songs (Billboard) | 44      |
| US Country Airplay (Billboard)   | 43      |

| Чарт (2014)                    | Позиція |
| ------------------------------ | ------- |
| US Country Airplay (Billboard) | 99      |

## Сертифікації
| Регіон                                                      | Сертифікація  | Продажі   |
| ----------------------------------------------------------- | ------------- | --------- |
| Австралія (ARIA)                                            | 2× Платиновий | 140 000   |
| Бразилія (ABPD)                                             | Платиновий    | 60 000    |
| Нова Зеландія (RIANZ)                                       | Платиновий    | 30 000    |
| Велика Британія (BPI)                                       | Срібний       | 200 000   |
| США (RIAA)                                                  | 2× Платиновий | 2 000 000 |
| продажі+прослуховування, що базуються лише на сертифікаціях |               |           |